# Crescence Garcia Pobo
Crescence Garcia Pobo, né le 15 avril 1903 à Celadas (Espagne), mort le 3 octobre 1936 à Paracuellos de Jarama (près de Madrid), est un prêtre amigonien exécuté durant la Guerre d'Espagne. Il est béatifié par Jean-Paul II le11 mars 2001 avec 232 martyrs de la guerre civile espagnole.

## Biographie
Crescence est né le 15 avril 1903 à Celadas (en Aragon). Après la mort de son père, Il est envoyé dans un collège de Teruel tenu par des religieux membre de la famille franciscaine : les amigoniens. Cette institution avait été créée pour les enfants pauvres et orphelins. A l'age de 16 ans, il décide de s'engager dans ce Tiers-Ordre et entre au noviciat de la communauté près de Valence. Il fait ses études et en 1928 il est ordonné prêtre par Louis Amigó Ferrer le fondateur de la communauté. Crescence célèbre sa première messe le 17 septembre, jour de la fête des stigmates de saint François d'Assise. Il est affecté à une « maison de redressement » tenu par son ordre,.
Lorsque la guerre civile éclate, il se trouve dans une communauté située à Madrid. Pour protéger les religieux, ceux-ci sont dispersés en ville. Il se réfugie dans une pension de famille où il se fait passer pour un étudiant en médecine. Mais il est arrêté le 2 août 1936 et conduit à la Direction générale de la sécurité, puis à la prison de Ventas. Interrogé plusieurs fois, les autorités exigent de lui qu'il abjure sa foi, ce qu'il refuse. Après trois mois d'incarcération, il est amené avec d'autres prisonniers à Paracuellos de Jarama où il est fusillé le 3 octobre 1936,,.

## Notoriété et Culte
Crescence Garcia Pobo est béatifié par le pape Jean-Paul II le 11 mars 2001 en même temps que 232 martyrs de la guerre civile espagnole. Il fait partie des 19 membres du tiers-ordre capucin martyrs sur la même période et également béatifiés. Sa mémoire liturgique est célébrée le 3 octobre.